# Genpei-Krieg

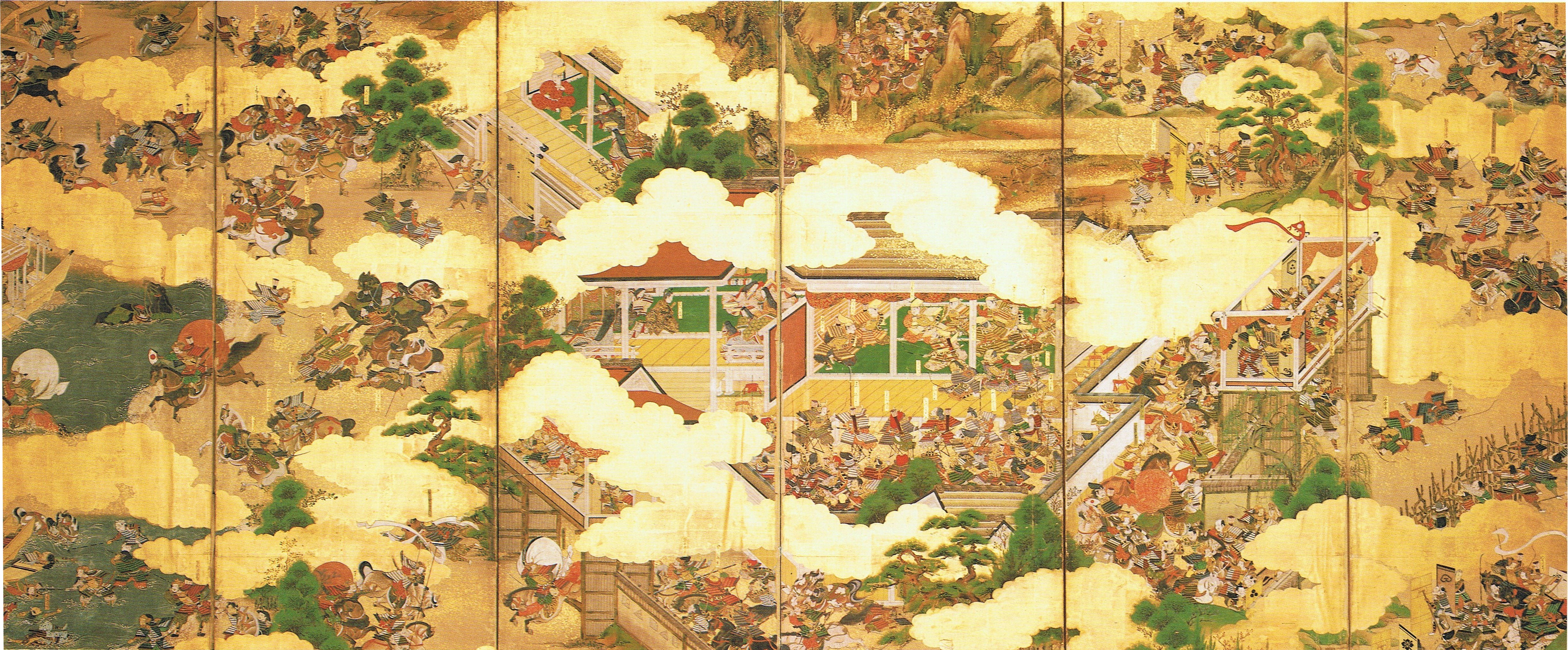
Genpei-Krieg

Der Genpei-Krieg oder die Gempei-Schlacht, (japanisch 源平合戦, Genpei no kassen auch 治承・寿永の乱, Jishō-Juei no Ran) dauerte von 1180 bis 1185 und war eine Auseinandersetzung im Kampf um die Herrschaft in Japan. Beteiligte waren die angesehenen Samurai-Familien der Minamoto (源, auch 源氏, Genji) und Taira (平, auch 平家, Heike). Der Name Genpei-Krieg kommt von der sino-japanischen Lesung der beiden Familiennamen und kann daher als Minamoto-Taira-Krieg übersetzt werden. Die alternative Bezeichnung Jishō-Juei no Ran („Jishō-Juei-Unruhen“) benennt die Anfangs- und Endära über die sich der Krieg erstreckte: Jishō (1177–1181) und Juei (1182–1184).

## Vorgeschichte

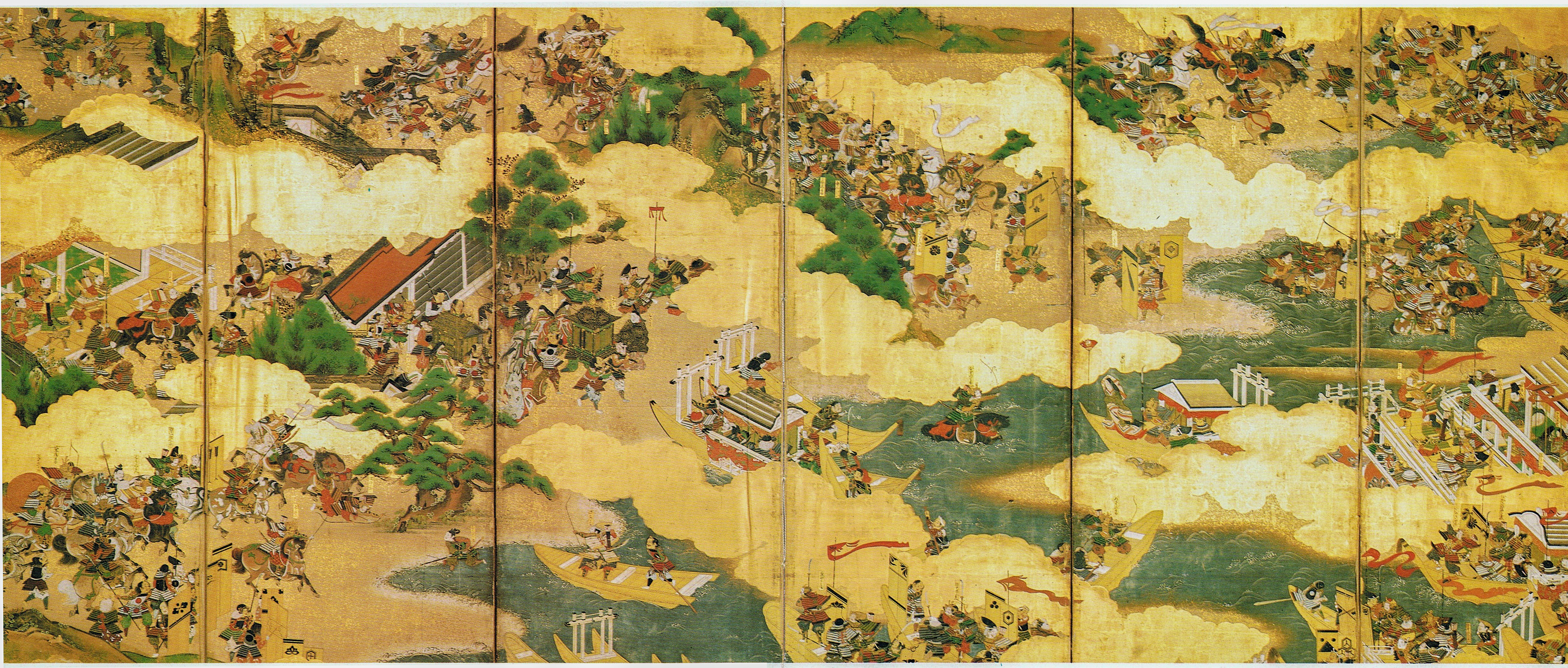
Schauplatz des Genpei-Krieg (1180–1185). Kanō Motonobu (1476–1569), Muromachi-Zeit (1336 und 1573).

Gegen Ende der Heian-Zeit nahmen die Familien Taira und Minamoto im weitesten Sinne Polizei- und Militäraufgaben für die Regierung in Heiankyō wahr. Allerdings war diese Regierung Mitte des 12. Jahrhunderts schon gespalten und geschwächt, sie teilte sich in die amtierenden Kaiser und deren Regenten, die aus der Familie Fujiwara stammten, und die Gegenregierungen der abgedankten Kaiser (Insei). Diese instabile Situation führte zu einer Machtverlagerung zu den Militärs. Der Konflikt begann im Jahr 1156. Der abgedankte Kaiser Sutoku und der regierende Kaiser Go-Shirakawa hatten erhebliche Differenzen, die zu einer militärischen Auseinandersetzung führten. In diesem Konflikt unterstützten die Taira unter Taira no Kiyomori den amtierenden Kaiser und gewannen. Die Minamoto standen auf der Verliererseite, ihr Oberhaupt Minamoto no Tameyoshi wurde hingerichtet. Diese Entwicklung drängte die Minamoto ins Abseits. Unzufrieden mit dieser Situation konspirierten sie gegen Taira no Kiyomori, verloren erneut und 1160 wurde Minamoto no Yoshitomo, ihr Anführer, getötet. Die Taira hatten die Macht in Japan übernommen, sowohl durch Kontakte am Hof als auch durch militärische Gewalt. Kiyomori setzte seinen Enkel Antoku auf den Thron und wurde Regent. Seine Zwangsmaßnahmen führten 1180 zu einer erneuten Verschwörung unter Minamoto no Yorimasa und Prinz Mochihito, die er in der Ersten Schlacht von Uji militärisch niederschlug. Diese Schlacht gilt als erste des Genpei-Krieges.
Weit ab vom Hof wartete Minamoto no Yoritomo auf seine Zeit. Er hatte 1160 als Kind die Rache der Taira überlebt und trat nun zum Kampf an.

## Der Krieg
Der fünfjährige Konflikt begann in der Kantō-Ebene, in die Yoritomo aus der Provinz Izu kommend einmarschierte. 1183 war es Yoritomo gelungen, die Kantō-Ebene und Zentral- sowie Westjapan einzunehmen. Die Taira standen mit dem Rücken zum Meer an der japanischen Inlandssee. Yoritomos Verwandter Yoshinaka hielt Heiankyō besetzt. Yoritomo fürchtete diesen erfolgreichen General und sandte eine Armee unter seinem Bruder Minamoto no Yoshitsune gegen ihn aus. Yoshitsune vernichtete Yoshinaka und seine Truppen. Als Yoritomos neuer General marschierte er gegen die Taira, trieb sie ins Meer und schlug sie in der Seeschlacht von Dan-no-ura (1185) vernichtend. Japan gehörte den Minamoto.

### Schlachten des Genpei-Krieges

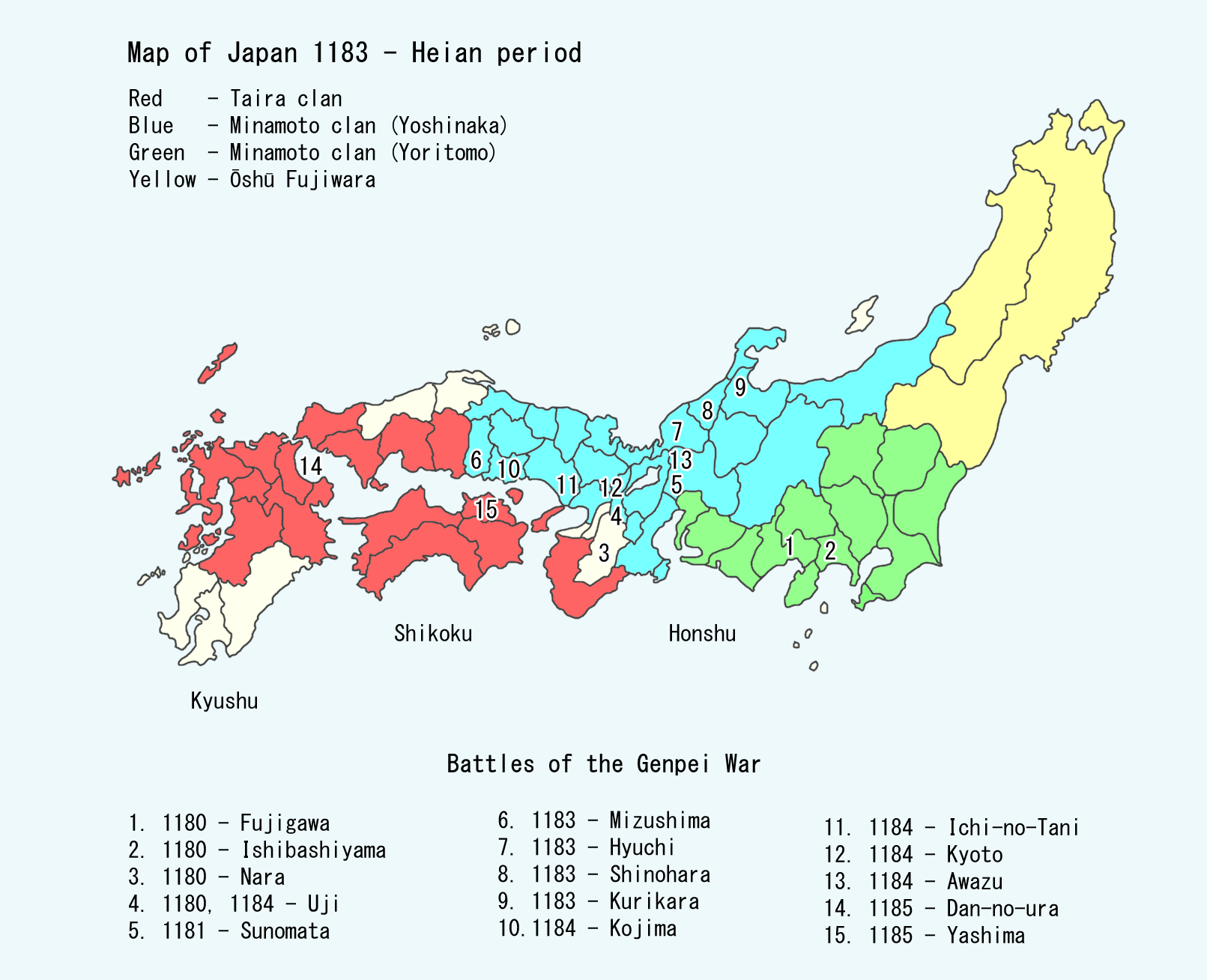
Schlachtorte des Genpei-Krieges

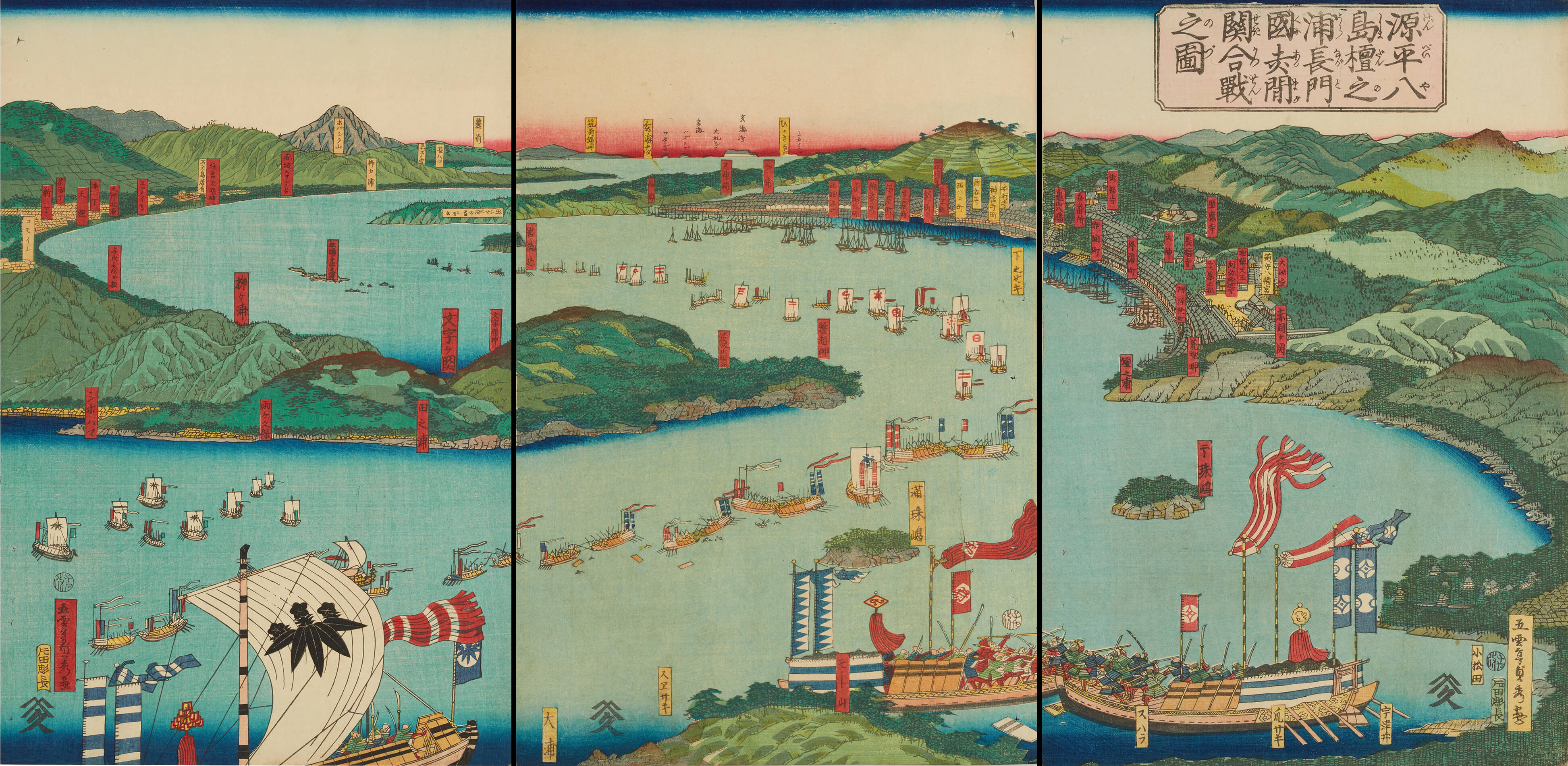
Seeschlacht von Dan-no-ura 1185

- 23. Juni 1180: erste Schlacht von Uji: Als erste Schlacht des Genpei-Krieges angesehen, die Mönche des Byōdō-in kämpfen auf Seiten von Minamoto no Yorimasa.
- 1180 Belagerung von Nara: Die Taira zünden Tempel und Klöster an, um ihren Feinden den Nachschub abzuschneiden.
- 1180 Schlacht von Ishibashiyama: Minamoto no Yoritomos erste Schlacht gegen die Taira.
- 1180 Schlacht von Fujigawa: Die Taira halten einen Schwarm von Wasservögeln für einen nächtlichen Überraschungsangriff der Minamoto und ziehen sich zurück, bevor es zum Kampf kommt.
- 1181 Schlacht von Sunomata: Die Taira verhindern einen nächtlichen Überraschungsangriff.
- 1181 Schlacht von Yahagigawa: Die Minamoto auf dem Rückzug von Sunomata in der Präfektur Gifu stellen sich dem Feind.
- 1183 Belagerung von Hiuchi: Die Taira greifen eine Festung der Minamoto an.
- 1183 Schlacht von Kurikara: Das Glück des Krieges dreht sich zu Gunsten der Minamoto.
- 1183 Schlacht von Shinowara
- 1183 Schlacht von Mizushima: Die Taira fangen eine Streitmacht der Minamoto ab, die nach Yashima in der Präfektur Kanagawa zieht.
- 1183 Belagerung von Fukuryuji: Die Minamoto greifen eine Festung der Taira an.
- 1183 Schlacht von Muroyama
- 1184 Schlacht von Hojujiden: Minamoto no Yoshinaka, der in Kyōto feiert, wird von Sympathisanten der Taira angegriffen
- 1184 Zweite Schlacht von Uji: In Reaktion auf Minamoto no Yoshinakas unangemessenes Verhalten wird sein Cousin Minamoto no Yoshitsune verpflichtet, ihn anzugreifen.
- 1184 Schlacht von Awazu: Minamoto no Yoshinaka wird von Yoshitsune und Noriyori besiegt und getötet.
- 1184 Schlacht von Ichi-no-Tani: Die Minamoto greifen erfolgreich eine der Hauptfestungen der Taira an.
- 1184 Schlacht von Kojima: Die Minamoto jagen die fliehenden Taira von Ichi-no-Tani nach Yashima, dabei kommt es zu Kämpfen.
- 1185 Schlacht von Yashima: Die Minamoto greifen die Festung ihrer Feinde vor Shikoku an.
- 25. April 1185: Seeschlacht von Dan-no-ura: Diese entscheidende Seeschlacht beendet den Krieg.

## Politische Folgen
Nach fünf Jahren Krieg war Japan fest in der Hand der Minamoto. Obwohl diese anfänglich nur gegen die Herrschaft des Taira no Kiyomori marschiert waren, hatten sie nunmehr das ganze Land in ihrer Gewalt. Aus diesem Besatzungszustand entwickelte sich das Kamakura-Shōgunat. Dieses erhielt zeit seines Bestehens eine militärische Besatzung aufrecht und bezeichnete seinen Regierungsapparat in Erinnerung an die Feldlager als Zeltregierung (Bakufu).

## Der Genpei-Krieg in den Medien
Der Genpei-Krieg ist ein wichtiges Stück japanischer Geschichte, er hat in etwa den Stellenwert, den die Besiedlung des Westens in den USA hat. Die Kampfhandlungen sind Vorlage vieler moderner Samurai-Filme und Manga. Aber bereits in Japans Vergangenheit beschäftigte sich das bekannte Heike Monogatari mit dem Krieg. Der Titel bedeutet etwa Geschichten von den Heike und erzählt vom Aufstieg und Fall der Familie. Etliche Stücke des Nō und Kabuki thematisieren die Abenteuer von Minamoto no Yoshitsune.
Die lettische Folk-Metal-Band Yomi erzählt in ihrem 2016 erschienenen Konzeptalbum Genpei vom Genpei-Krieg.